# Alain Daniel
Pour les articles homonymes, voir Daniel.
Alain Daniel (né le 3 janvier 1956 au Gast) est un coureur cycliste français, actif des années 1970 à 1990.

## Biographie
Alain Daniel est originaire du Gast, une petite commune rurale de Normandie. Ancien membre du CSM Persan, il est sacré champion de France de cyclo-cross amateurs en 1990,. Il termine également dans les dix premiers des championnats du monde amateurs en 1983, 1986 et 1989. Sur route, il se classe notamment troisième du Tour de la Manche en 1979. 
Après sa carrière cycliste, il est embauché par Amaury Sport Organisation pour travailler sur le Tour de France. Il devient pilote pour la radio puis conducteur de la voiture d’assistance. À partir de 2004, il commande la voiture-balai, où il est surnommé « Le Gaulois ». Il occupe ce poste jusqu'en 2016.

## Palmarès en cyclo-cross
- 1983
  - 7e du championnat du monde de cyclo-cross amateurs
- 1985
  - Challenge La France Cycliste
  - 2e du championnat de Normandie de cyclo-cross
- 1986
  - 6e du championnat du monde de cyclo-cross amateurs
- 1987
  - 2e du championnat de France de cyclo-cross amateurs
- 1989
  - Challenge La France Cycliste
  - 2e du championnat de France de cyclo-cross amateurs
  - 5e du championnat du monde de cyclo-cross amateurs
- 1990
  -  Champion de France de cyclo-cross amateurs
- 1991
  - 3e du championnat d'Île-de-France de cyclo-cross
- 1992
  - Champion d'Île-de-France de cyclo-cross
- 1993
  - Champion d'Île-de-France de cyclo-cross
- 1994
  - Champion d'Île-de-France de cyclo-cross

## Palmarès sur route
- 1977
  - 2e étape des Totnes-Vire Twinning Town Two Day
  - 3e des Totnes-Vire Twinning Town Two Day
- 1979
  - 3e du Tour de la Manche
- 1985
  - 2e du Circuit des Matignon
- 1990
  - 2e du Circuit des Matignon